# Det nya landet
Det nya landet var en svensk miniserie från 2000 i regi av Geir Hansteen Jörgensen. Filmens manus är skrivet av Peter Birro och Lukas Moodysson. Fredrik Morheden och Geir Hansteen Jörgensen klippte ned TV-serien till långfilm som premiärvisades på biograferna den 24 november 2000. Utanför Sverige vann filmversionen av Det nya landet flest priser av alla 2001 års svenska filmer.[källa behövs]

## Handling
Massoud som är flykting från Iran och Ali som är flykting från Somalia delar rum på en flyktingförläggning i Skåne. Massoud befinner sig på en bilskrot där han köper en gammal risig Mazda. När han anländer till flyktingförläggningen där hans rumskamrat Ali befinner sig så blir de båda vittnen till en brutal utvisning av polisen. Massoud inser att han också kommer att bli utsatt för detta och bestämmer sig för att åka iväg från förläggningen. Han erbjuder Ali att följa med, vilket han motvilligt går med på. Under resan träffar de Louise, en före detta Fröken Sverige, som hänger med på resan genom Sverige.

## Rollista (i urval)
- Mike Almayehu - Ali
- Michalis Koutsogiannakis - Massoud
- Lia Boysen - Louise
- Lars Väringer - Kjell
- Sonny Johnson - Evald, lastbilschaufför
- Jan Åström - Big Bert
- Simon Norrthon - Gregor
- Anette Lindbäck - Eva
- Ingrid Luterkort - Edith
- Evert Lindkvist - Gubben
- Inga Ålenius - Vera, gumman
- Alex Kantsjö - Passdealer #1
- Lars-Erik Rönnkvist - Man som talar i telefon
- Maj Johansson - Louises mamma
- Jan-Erik Emretsson - Göran, Louises pappa